# Banco de Curicó
El Banco de Curicó fue una entidad financiera privada chilena existente entre 1881 y 1959. Su casa matriz —en la ciudad homónima— funcionó en la esquina noroeste de la intersección de las calles Merced con Carmen, lugar que también aparece en el grabado del billete del banco.

## Historia
Su fundación data del 19 de octubre de 1881, según lo extraído en el decreto 374 del Ministerio de Hacienda. Gregorio Jofré y Pedro Nolasco, ante el escribano público Toribio Angulo, presentaron los primeros estatutos del banco, que fueron aprobados el 29 de noviembre siguiente, por lo cual se autorizó la existencia del banco. En diciembre de 1881, su instalación se prorrogó hasta enero del año siguiente, autorizada por el presidente de la República Domingo Santa María y el ministro de Hacienda Luis Aldunate Carrera el 15 de enero de 1882.
El banco se estableció con un capital de cien mil pesos ($100 000), representado por mil acciones de $100 cada una. Entre los primeros accionistas, había cuatro con 20 acciones —Rodolfo Márquez, Gregorio Mozó, Manuel Valenzuela Castillo e Ignacio Benítez—, uno con 15 títulos —Santiago Lois—, y sesenta y tres con menos de esta cantidad —entre ellos, solo una mujer: Francisca Vidal viuda de Grez, con 5 acciones—.
El banco fue autorizado a emitir billetes y en 1887 alcanzó el 2 % de la emisión total de Chile. Su billete más famoso es el de 20 pesos, fabricado en Nueva York. Este billete tiene como figura central a Arturo Prat, a la izquierda a una niña con sombrero que abraza un hato de trigo y a la derecha un grabado del edificio del banco. En el reverso del billete se presenta una escena del combate naval de Iquique.
En 1928 la sucursal del Banco de Curicó en Santa Cruz quedó completamente destruida producto del terremoto que afectó a la zona central. El Banco de Curicó existió hasta el 11 de diciembre de 1959, cuando se fusionó con el Banco de Crédito e Inversiones (BCI).